# Xã Lapeer, Michigan
Xã Lapeer (tiếng Anh: Lapeer Township) là một xã thuộc quận Lapeer, tiểu bang Michigan, Hoa Kỳ. Năm 2010, dân số của xã này là 5.056 người.